# Acústico MTV: Capital Inicial
Acústico MTV: Capital Inicial é o segundo álbum ao vivo e o primeiro em vídeo da banda de rock brasileira Capital Inicial, lançado em 26 de maio de 2000 em CD, VHS e DVD, inicialmente sob distribuição pela Abril Music e posteriormente pela BMG Brasil. O álbum faz parte da série Acústico MTV e lançado na MTV Brasil.

## Contexto
Foi gravado no dia 21 de março de 2000 no Teatro Mars, no bairro da Bela Vista, em São Paulo, com o intuito de causar um revival da banda Capital Inicial, fundada em Brasília, na década de 1980.
O disco apresenta duas canções inéditas, “Tudo que Vai” e “Natasha”, além de uma nova versão de “Primeiros Erros (Chove)”, composta pelo músico Kiko Zambianchi, que também é um dos músicos convidados do álbum e que acompanhou a banda na turnê de divulgação do álbum. Esse também foi o último álbum que contou com a participação do guitarrista Loro Jones. O álbum também contou com a participação da cantora Zélia Duncan, amiga de escola de Dinho, na gravação da faixa “Eu Vou Estar”.

### Lançamento
O álbum foi teve sua estreia em 26 de março de 2002 em exibição na MTV Brasil. O álbum foi um grande sucesso e emplacou seis músicas, “Tudo Que Vai”, “Primeiros Erros (Chove)”, “Natasha”, “Cai a Noite”, “Independência” e “Fogo”; consagrando o ressurgimento da banda, que começou com o álbum Atrás dos Olhos, lançado em 1998.
O álbum foi lançado em CD, DVD e VHS, todos pela Abril Music, a subsidiária musical do grupo Abril.

## Faixas
| N.º | Título                                          | Compositor(es)                                            | Duração |  |
| 1.  | "O Passageiro (The Passenger)"                  | Iggy, Ricky (versão de Bozzo Barretti e Dinho Ouro Preto) | 4:38    |  |
| 2.  | "O Mundo"                                       | Pit                                                       | 4:13    |  |
| 3.  | "Todas as Noites"                               | Alvin, Bozo, Dinho                                        | 4:31    |  |
| 4.  | "Tudo Que Vai"                                  | Alvin, Dado, Toni                                         | 3:56    |  |
| 5.  | "Independência"                                 | Bozzo, Dinho, Fê, Flávio, Loro                            | 3:55    |  |
| 6.  | "Leve Desespero"                                | Dinho, Fê, Flávio, Loro                                   | 3:50    |  |
| 7.  | "Eu Vou Estar" (ft. Zélia Duncan)               | Alvin, Dinho                                              | 3:33    |  |
| 8.  | "Primeiros Erros (Chove)" (ft. Kiko Zambianchi) | Kiko                                                      | 4:03    |  |
| 9.  | "Cai a Noite"                                   | Loro, Mark                                                | 3:14    |  |
| 10. | "Natasha"                                       | Alvin, Dinho                                              | 3:13    |  |
| 11. | "Fogo"                                          | Bozzo, Dinho                                              | 4:56    |  |
| 12. | "Fátima"                                        | Flávio, Renato                                            | 3:47    |  |
| 13. | "Veraneio Vascaína"                             | Flávio, Renato                                            | 2:47    |  |
| 14. | "Música Urbana"                                 | Fê, Flávio, Pretorius, Renato                             | 4:12    |  |

## Créditos

#### Capital Inicial
- Dinho Ouro Preto – voz
- Loro Jones – violão, vocal de apoio
- Flávio Lemos – baixolão
- Fê Lemos – bateria

#### Músicos de apoio
- Kiko Zambianchi – violão, vocal de apoio
- Marcelo Sussekind – violão, slide guitar, eBow, produção musical
- Aislan Gomes – piano Rhodes, órgão Hammond, violão, vocal de apoio
- Denny Conceição – percussão
- Zélia Duncan – vocal (faixa 7)

## Recepção da crítica
Alexandre Nagado, do portal de entretenimento Omelete, fez uma avaliação positiva do álbum e escreveu que: “Surgido em Brasília no início dos anos 80 e ainda hoje referência no rock brasileiro, o Capital Inicial dá uma pausa e se prepara para o novo milênio com o que sabe fazer de melhor: música urbana vigorosa”.
Jamari França, do Jornal do Brasil, do Rio de Janeiro, também fez uma avaliação positiva do álbum, chamando-o de “revisão leve e desbloqueada” e elogiou a produção sonora: “o som do disco é perfeito graças a Marcelo Sussekind, o melhor produtor do Brasil quando se trata de fazer discos dentro dos parâmetros clássicos do pop-rock".
Por outro lado, Paulo Vieira, do jornal Folha de S. Paulo, criticou negativamente o álbum: “O Capital Inicial é tão datado quanto a Jovem Guarda [...] colocam todos nós lá dentro, nos fazem cantar os refrões alegremente, para constrangimento de nossos filhos e sobrinhos.”

## Vendas e certificações

### Álbum
| Formato | Órgão Certficador | Certificação | Ref.   |
| ------- | ----------------- | ------------ | ------ |
| CD      | ABPD              | 3× Platina   | [ 23 ] |
| DVD     | ABPD              | Ouro         | [ 23 ] |

### Singles
| Ano  | Single                    | Certificados    |
| ---- | ------------------------- | --------------- |
| 2000 | "Tudo Que Vai"            |                 |
| 2000 | "Primeiros Erros (Chove)" |                 |
| 2000 | "Natasha"                 | * ABPD: Platina |
| 2001 | "Cai a Noite"             |                 |
| 2001 | "Independência"           |                 |
| 2001 | Fogo                      |                 |

## Legado
A jornalista Tatiana Tavares escreveu para o jornal carioca Tribuna da Imprensa em dezembro de 2000 que “o Capital teve seu ano de glória. Com o Acústico MTV, a banda de Dinho Ouro Preto ganhou novo fôlego e fez mais shows em 2000 do que nunca em sua carreira". O álbum é considerado um ponto de virada na carreira da banda, dando aos artistas um novo sopro de vida no circuito comercial.
Na lista dos 500 maiores discos da música brasileira elaborado pelo podcast Discoteca Básica, de acordo com os mais de 162 especialistas que participaram da elaboração do livro, o Acústico MTV, do Capital Inicial, foi classificado como o número 347 da pesquisa. Além dele, apenas um outro disco da banda foi mencionado na votação, o álbum de estreia Capital Inicial.

No final de 2024, a banda anunciou uma turnê para o ano seguinte para comemorar o 25º aniversário do lançamento do álbum. O show conta com integrantes que participaram da gravação original, como Denny Conceição, Aislan Gomes, Kiko Zambianchi e produção de Marcelo Sussekind.